# Шихобалов, Антон Николаевич
Антон Николаевич Шихобалов (1827—1908) — купец 1-й гильдии, миллионер, коммерции советник с 1907 года, общественный деятель, благотворитель, почётный гражданин города Самары. Брат Емельяна Шихобалова.

## Деятельность
Антон Николаевич организовал зерновое производство и на его основе хлеботорговое дело, которое приносило огромные доходы.
Занимал пост гласного в Самарской городской думе, был членом комитета в Госбанке и Волжско-Камском коммерческом банке, состоял в Самарском биржевом обществе.
Почти полностью на его средства были построены Покровская и Ильинская церкви. Он принял активное участие в постройке кафедрального собора, помогал в постройке Троицкой, Всесвятской кладбищенской, Сергиевской церквей и храма в Свято-Николаевском мужском монастыре. Отдал под богадельню и странноприимный дом двухэтажный особняк (угол Красноармейской и Братьев Коростелевых), организовал больницу и открыл несколько школ. Построил и содержал женский Свято-Троицкий монастырь в Бузулукском уезде Самарской губернии.

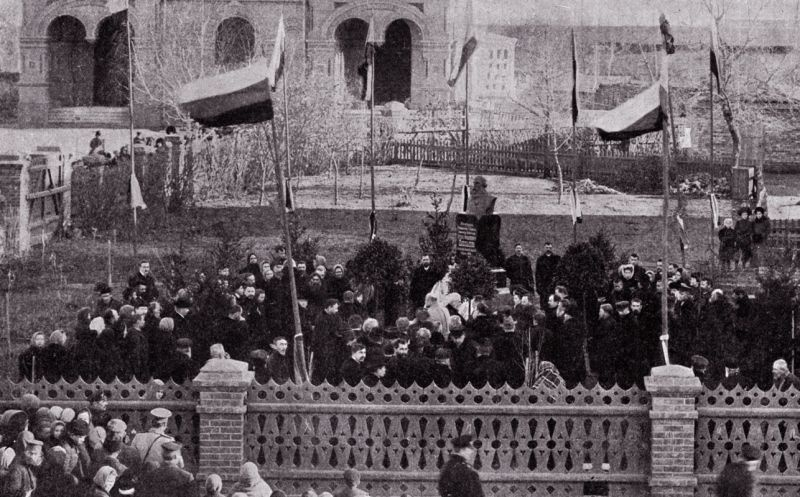
Самара. Открытие памятника А. Н. Шихобалову на его могиле. 1909 год.

Был награждён орденами Святого Станислава II и III степеней и Святой Анны, несколькими медалями.
Его имя фигурировало во время судебного процесса над Петром Владимировичем Алабиным, обвиненным в покупке непригодного хлеба во время голода 1891 года.
В 1909 году Самарская городская дума, отдавая дань памяти общественной деятельности Антона Николаевича Шихобалова, постановила переименовать Сокольничью улицу в Шихобаловскую (в настоящее время улица Ленинская).

## Семья
Семья Шихобаловых переселилась в Самару в 1833 году. Шихобаловы занимались разного рода предпринимательством, в основном скотоводством и переработкой сала. Дед — Иван Андреевич Шихобалов (1764—1848), отец — Николай Иванович Шихобалов.
Антон Шихобалов был женат несколько раз. В первом браке у него было трое детей: Пётр, Мария (стала женой крупного самарского купца В. М. Сурошникова) и Екатерина (в 1882 г. стала женой старшего сына Г. И. Курлина — Ивана). После смерти Елизаветы Матвеевны (урожденной Рахмановой), его первой жены, Антон Николаевич вторично женился на мещанке Евдокии Дементьеве Монастырской (Фокиной) 22 сентября 1885 г.